# Mehmet Bayrak
Mehmet Bayrak (* 1948 in Dallıkavak, Sarız, Provinz Kayseri) ist ein kurdischer Autor, Kurdologe und Turkologe. Vor allem befasst er sich mit der Kultur und Geschichte der Kurden und den Glaubensgemeinschaften der Aleviten, Kizilbasch, Ahl-e Haqq und Jesiden.

## Leben
Sein Vater war eine einflussreiche Persönlichkeit innerhalb des Sînemillî-Stammes. Nachdem er die Grundschule in seinem Geburtsort Dallikavak besuchte, absolvierte er die Mittelschule und das Gymnasium in Kayseri und ging danach nach Ankara, wo er Turkologie studierte. Seine ersten Veröffentlichungen ab 1973 waren auf diesem Gebiet. Zwischen 1978 und 1987 veröffentlichte er mehrere Werke zur Oralliteratur aus ländlichen Gebieten Anatoliens.
Parallel dazu veröffentlichte er ab 1976, unter eigenem Namen oder Pseudonymen, Artikel zur Kurdologie in diversen Zeitschriften. Zwischen 1988 und 1989 war er in Ankara Herausgeber und Mitautor des politischen Magazins „Özgür Gelecek“. Alleine dieses Magazin war Gegenstand von 30 politischen Anklagen gegen Mehmet Bayrak. In diesem Zusammenhang erfolgten unzählige Festnahmen und zwei Inhaftierungen während derer er misshandelt und gefoltert wurde.
Seine ersten drei Werke zur Kurdologie (1991, 1993 und 1994) wurden von der staatlichen Zensur beschlagnahmt. Für sechs Werke wurde Bayrak zu einer Haft von insgesamt zehn Jahren und sechs Monaten verurteilt. Er emigrierte daher im September 1994 in die Bundesrepublik Deutschland.
Neben seiner schriftstellerischen Tätigkeit und Forschung tritt Mehmet Bayrak in kurdischen und alevitischen Fernsehkanälen auf und referiert in den alevitischen Gemeinden Europas.

## Veröffentlichungen (Auswahl)
- Tevfik Fikret ve Devrim, Ankara: Yorum Yayınevi, 1973.
- Köy Enstitülü Yazarlar - Ozanlar (inceleme- antoloji), Ankara: Töb-Der Yayınları, 1978.
- Halk Hareketleri ve Çağdaş Destanlar (araştırma), Ankara: Yorum Yayınevi, 1984.
- Eşkıyalık ve Eşkıya Türküleri ( inceleme- antoloji), Ankara : Yorum Yayınevi, 1985.
- Pir Sultan Abdal (inceleme-araştırma), Ankara : Yorum Yayınları, 1986.
- Halk Gülmecesi (inceleme- örnekleme), Ankara : Yorum Yayınları, 1987.
- Kürt Halk Türküleri (Kılam û Stranên Kurdî), Ankara : Öz-Ge, 1991.
- Kürtler ve Ulusal - Demokratik Mücadeleleri, 1993 Özge Yayınları.
- Kürdoloji Belgeleri-I, Öz-Ge Yayınları, 1994, ISBN 975-7861-02-2.
- Öyküleriyle Halk Anlatı Türküler, Ankara 1996, ISBN 975-7272-09-4.
- Alevilik ve Kürtler, Öz-ge, 1997.
- Kürt Sorunu ve Demokratik Çözüm, 1999.
- Köy Enstitüleri ve köy edebiyatı, Ankara : Özge, 2000, ISBN 975-7861-04-9.
- Kürt Müziği, Dansları ve Şarkılar = Mûzik, dans û şarqı̂yên Kurdı, Ankara : Özge, 2002, ISBN 975-7861-06-5.
- Gravürlerle Kürtler (Bi Gravuran Kurd), Ankara : Özge Yayınları, 2002, ISBN 975-7861-08-1.
- Gecmişten günümüze Kürt Kadını, Ankara : Özge Yayınları, 2002, ISBN 975-7861-07-3.
- Ortaçağ’dan Modern Çağ’a Alevilik, Öz-ge Yayınevi, 2004, ISBN 975-7861-09-X.
- Kürdoloji Belgeleri-II, Ankara : Öz-Ge Yayınları, 2004, ISBN 975-7861-10-3.
- Alevi-Bektaşi Edebiyatında Ermeni Aşıkları (Aşuğlar), Ankara : Öz-Ge Yayınları, 2005, ISBN 975-7861-11-1.
- İçtoroslar'da Alevi-Kürt aşiretler: Sinemilli ve komşu aşiretlerin tarihi, edebiyatı, Ankara : Özge, 2006, ISBN 975-7861-13-8.
- Gravür, fotoğraf ve kartpostallarla Osmanlı'da Kürt kadını = Bi gravur, wêne û kartpostalan jinên Kurd di serdema Osmanî de, Ankara : Özge, 2007, ISBN 978-975-7861-14-0.
- Kürtler'e vurulan kelepçe : Şark ıslahat planı, Ankara : Öz-Ge, 2009, ISBN 978-975-7861-17-1.
- Alevilik-Kürdoloji-Türkoloji yazıları, 1973–2009, Ankara : Özge, 2009, ISBN 978-975-7861-16-4.
- DERSİM KOÇGİRİ KATLİAMI, Ankara : Öz-Ge, 2010, ISBN 978-975-7861-19-5.
- ALEVİ KATLİAMLARI, Öz-ge Yayınları, 2011, ISBN 978-975-7861-20-1.
- Kürt ve Alevi tarihinde Horasan : tarih-etnoloji-müzik-edebiyat, Öz-ge Yayınları, 2013, ISBN 978-975-7861-21-8.
- EZİDİ – KIZILBAŞ – YARESAN KÜRTLER, 2014.
- Acılı coğrafyanın kederli çocukları Êzidîler: asırlık gravür, fotoğraf ve kartpostallarla Êzîdî Kürtler'in görsel tarihi, 2015.
- İç-Toroslar'da oda kültürü ve Kürtçe edebiyat: inceleme-araştırma ve manzum eserler, 2015.
- Kuşatmayı yaran Kürt kadını: (Kürt Amazon Fataraş'tan Gerilla'ya), 2015.
- Mahzum halk tarihçisi Ermeni âşuğlar: âşuğ destanlarına yansıyan şiirsel ve görsel tarih, 2016.
- Kürt bâtınîliğinde kutsal metinler: manzum lirik ve didaktik eserler, 2016.
- Kürtler'in ve Kürdistan'ın Görsel Tarihi, 2019
- İç Toroslar’da Hakikatçı Alevilik, 2020.